# La fossa dei leoni
La fossa dei leoni (Die Löwenhochzeit) è un film muto del 1914 diretto da Georg Jacoby.

## Produzione
Il film fu prodotto dalla Messter Film.

## Distribuzione
Distribuito dalla Literaria Film-GmbH, il film uscì nelle sale cinematografiche tedesche nel 1914 in una versione di 45 minuti. In Francia, venne distribuito nel 1914 dalla Pathé Frères, uscendo anche negli Stati Uniti nell'agosto di quell'anno importato dalla Pathé e distribuito dall'Eclectic Film Company con il titolo In the Lion's Den.